# Chapelle Sainte-Marguerite d'Abriès-Ristolas
La chapelle Sainte-Marguerite est une chapelle du diocèse de Gap et d'Embrun située à Abriès-Ristolas, dans les Hautes-Alpes.

## Histoire et architecture
La chapelle figure sur le cadastre de 1825. La date 1832 peinte au-dessus de la porte d'entrée peut faire référence à une date de restauration.